# Diospyros glandulifera
Diospyros glandulifera är en tvåhjärtbladig växtart som beskrevs av De Winter. Diospyros glandulifera ingår i släktet Diospyros och familjen Ebenaceae. Inga underarter finns listade i Catalogue of Life.